# Protracheoniscus pierreei
Protracheoniscus pierreei is een pissebed uit de familie Trachelipodidae. De wetenschappelijke naam van de soort is voor het eerst geldig gepubliceerd in 1949 door Albert Vandel.